# Carndonagh
Carndonagh (irisch Carn Domhnach) ist eine Kleinstadt in der Grafschaft Donegal. Der Ort liegt im Norden der irischen Republik, inmitten der Halbinsel Inishowen und hat 2768 Einwohner (Stand 2022). In der Stadt ist eine Hemdenfabrik sowie Alkoholindustrie angesiedelt.

## Carndonagh Cross

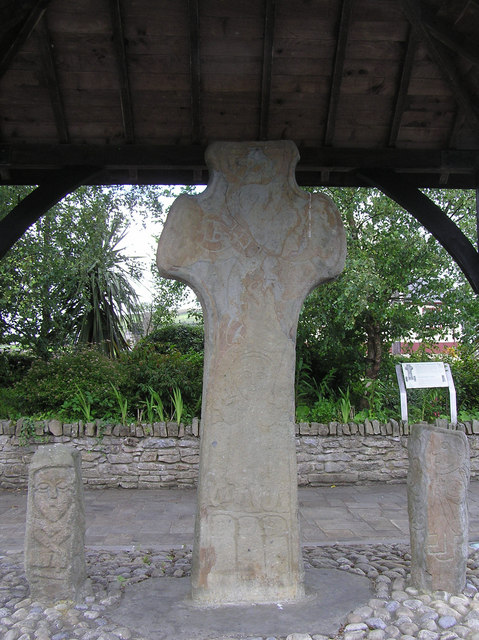
Das Carndonagh Cross

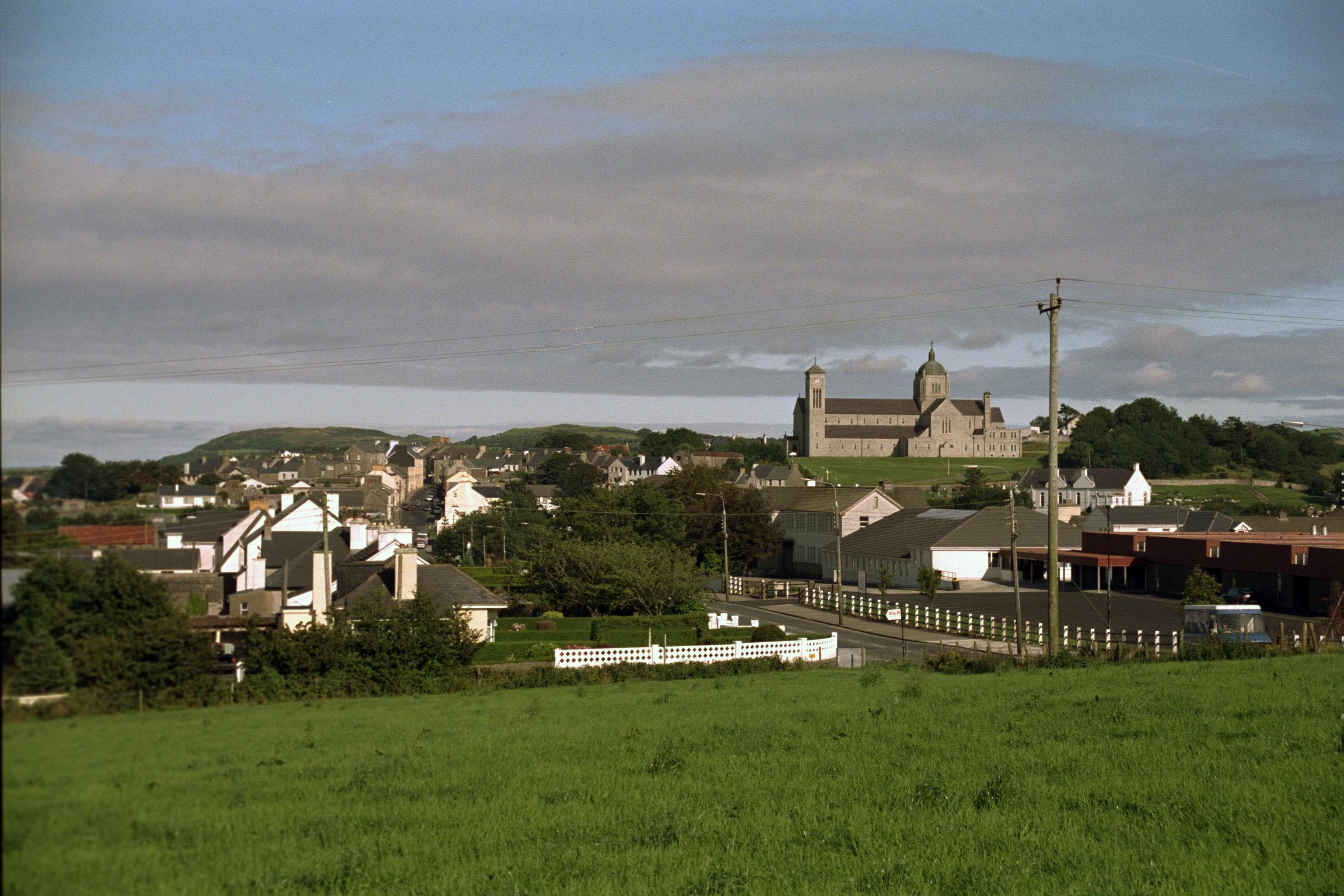
Blick auf Carndonagh mit Kirche

In der Nähe der Kirche, befindet sich die größte Sehenswürdigkeit Carndonaghs, das stark erodierte frühchristliche Donagh Cross (auch Carndonagh Cross oder St. Patricks Cross genannt) aus dem 7. Jahrhundert. Der obere Teil zeigt ein kreuzförmiges Knotenmuster. Im unteren Bereich wird ein groß dargestellter Adorant von zwei mal zwei kleineren Personen umgeben. Ganz unten ist eine nach links gewandte Dreiergruppe dargestellt. Auf der Rückseite ist Flechtwerk zu sehen. Das Kreuz ist eines der ältesten in Irland und gehört zu einem ehemaligen Kloster, das von St. Patrick für den Bischof Mac Cairthen errichtet wurde. Es wird von zwei Cross-Slabs flankiert. Auf dem einen ist ein Mann mit Schwert und Schild, ein Vogel, David mit seiner Harfe und ein krummliniges Motiv dargestellt, während der andere Stein mehrere Männer zeigt, davon einen mit zwei Beilen.

## Der Marigold Stone
Der Marigold Stone (oder Ringelblumenstein) ist eine Stele, die auf dem Friedhof neben dem Carndonagh Cross steht. Die 1,68 m hohe Säule ist etwa 43 cm breit und auf allen Seiten verziert. Die Ost- und Westseite der Stele zeigen die faszinierendsten Darstellungen. Die Westseite trägt ein Flabellum (lat. für „Fächer“), dessen Kopf aus einem großen Kreis mit einer siebenblättrigen Ringelblume besteht. Peter Harbison erklärt in seinem Buch Pilgrimage in Ireland, dass das Flabellum eine Reliquie von Saint Colmcille nachahmen könnte. An der Unterseite des Griffs sind zwei Schlaufen zu erkennen. Seitlich des Griffs sind zwei Figuren, die Stäbe und Taschen tragen. Die beiden Figuren sollen Pilger darstellen. Es gibt viele Beispiele für diese Art von Figuren in Irland, darunter die Steine von Killadeas. Eine der Figuren auf der weißen Insel kann ebenfalls einen Pilger darstellen. Ein anders Beispiel für den Ringelblumenstein ist einer der beiden Säulen neben dem Carndonagh Cross. Er trägt auch eine Figur, die wahrscheinlich einen Pilger darstellt. Unter den beiden Figuren ist das Bögenkreuz, ein anderes Symbol für Wallfahrten. Diese Darstellung erscheint an vielen Orten in Irland. Die Stele in Reask ist solch ein Beispiel.

Marigold Stone
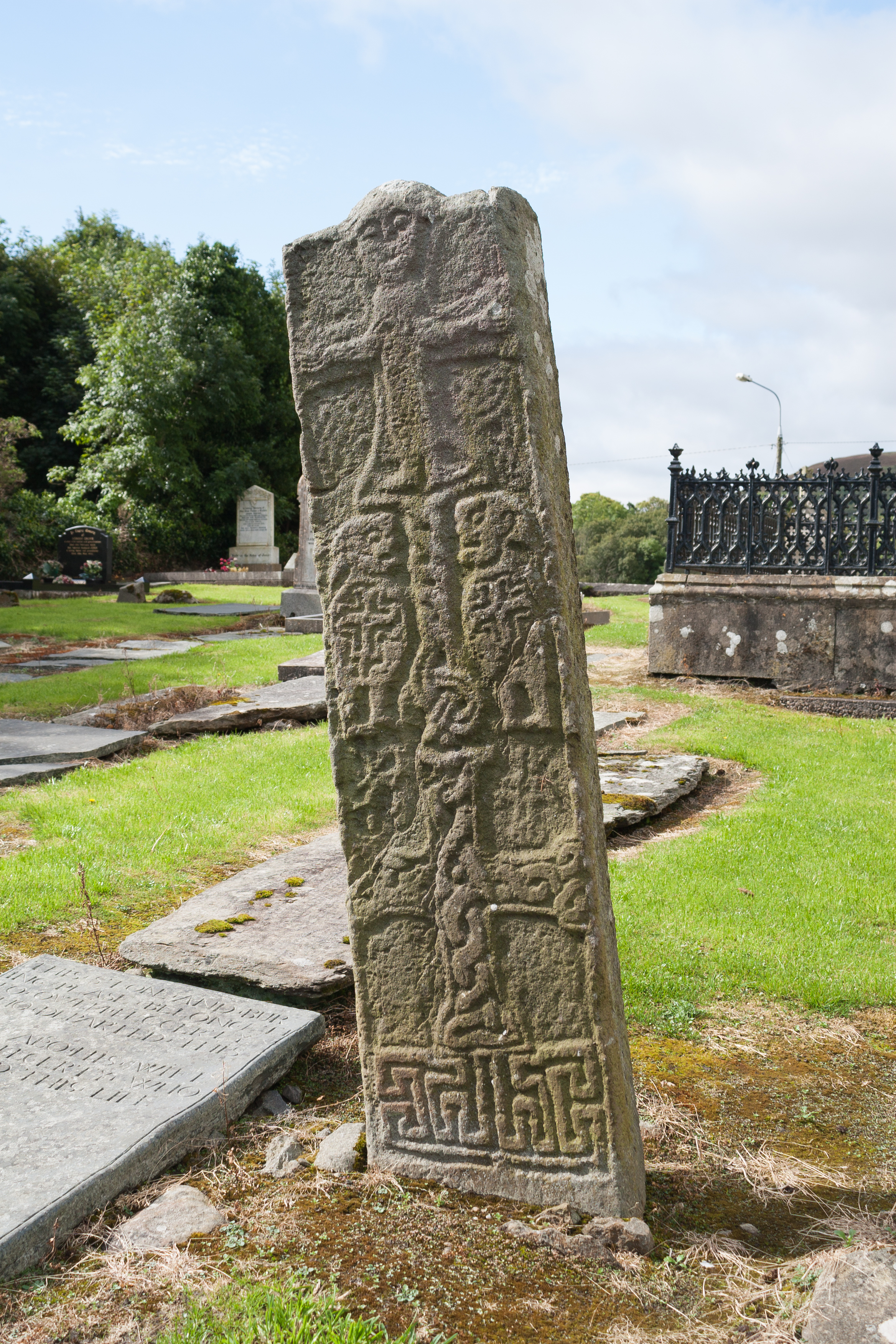
Ostseite
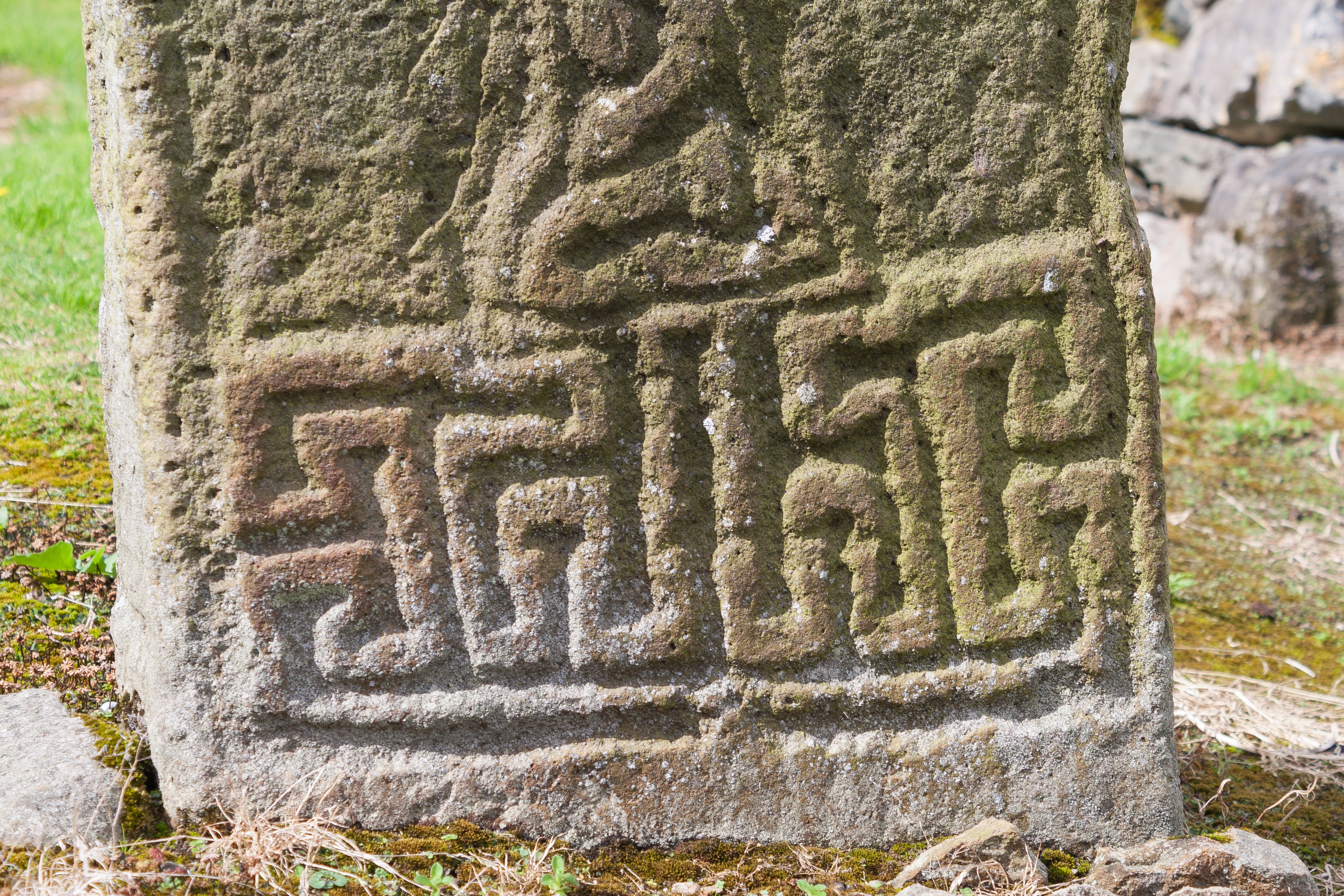
Detail der Ostseite
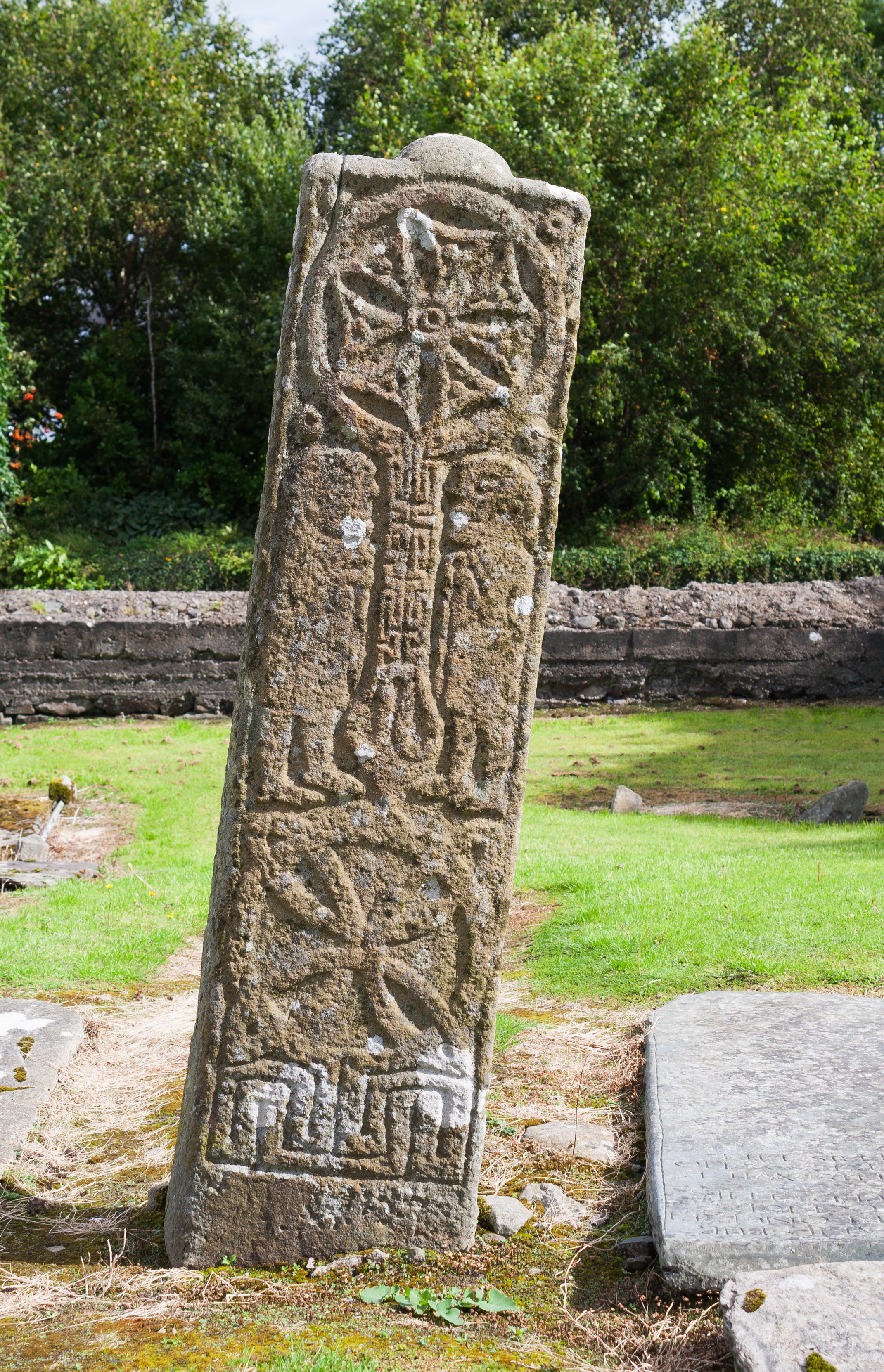
Westseite
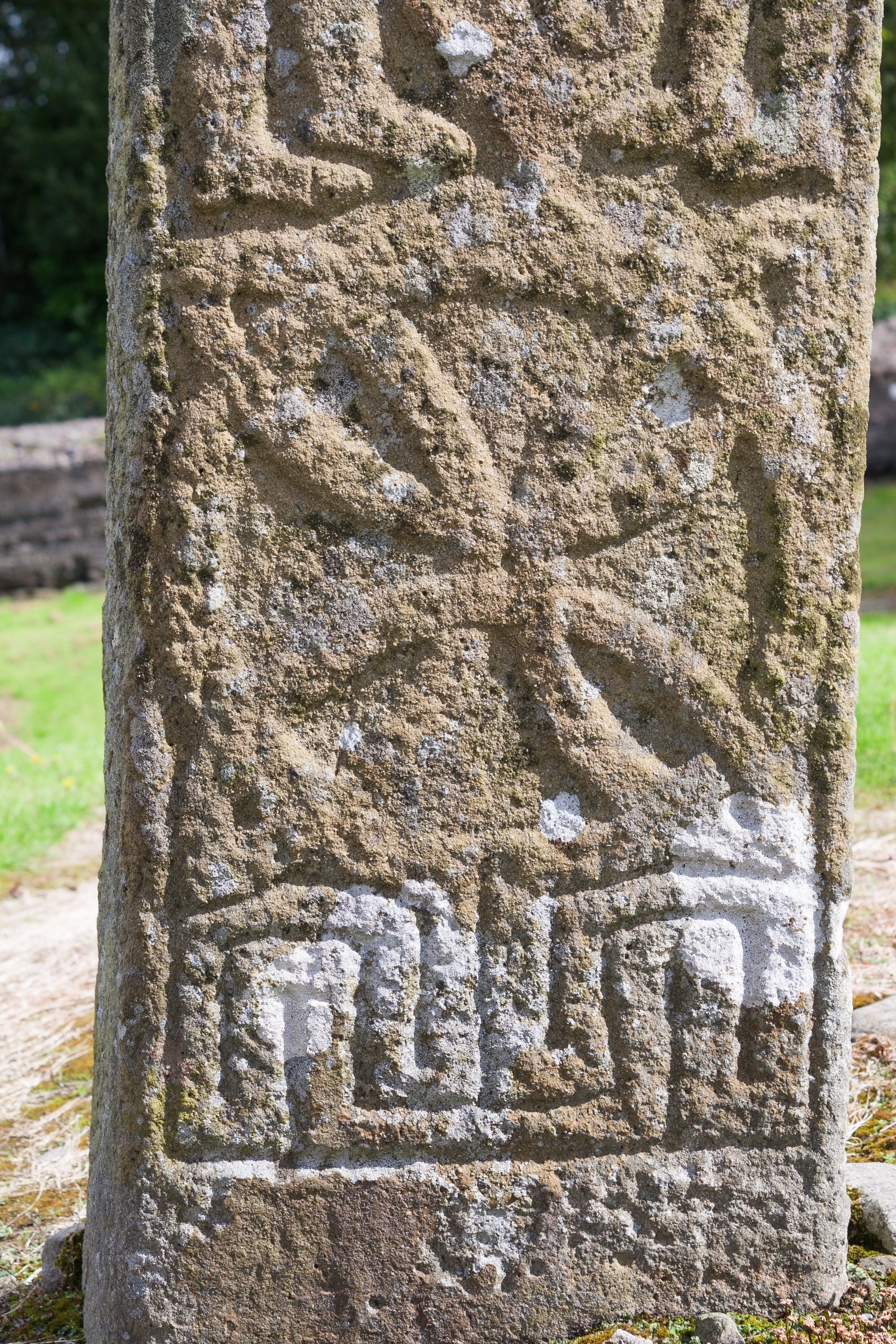
Detail der Westseite

Das östliche Seite der Säule trägt eine einzigartige Kreuzigungsszene. Die Christusfigur liegt auf einem gleicharmiges Kreuz und sein Kopf ragt aus dem Stein (Ähnlichkeit mit Riasg Buidhe). Ein Knotenmusterband hängt an der Unterseite des Kreuzes. Es endet in einem dreiteiligen Knoten. Auf jeder Seite des Bandes ist eine Figur dargestellt, die Longinus und Stephaton darstellen könnten. Unterhalb des Knotens ist ein weiteres gleicharmiges Kreuz mit Schnitzwerk versehen. Die nördliche und südliche Seite trägt auch Dekorationen.

## Sonstiges

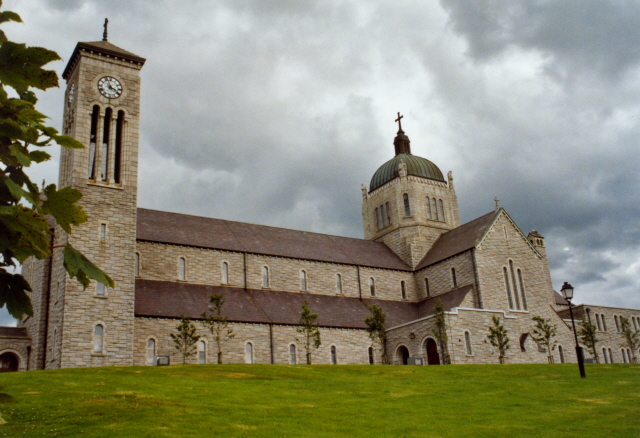
Sacred Heart in Carndonagh

Ein Wahrzeichen der Stadt ist die Kirche Sacred Heart, errichtet zwischen 1942 und 1945. Sie bietet 1500 Besuchern Platz. Vier Statuen wurden von Albert Power (1881–1945) aus Dubliner Granit für die Kirche angefertigt. Sie ist verzeichnet im National Inventory of Architectural Heritage der Republik Irland.
Die Bahnstation von Carndonagh wurde am 1. Juli 1907 eröffnet, aber bereits am 2. Dezember 1935 wieder geschlossen.
In der Nähe der Ortschaft wurde John Colgan (Seán Mac Colgáin) geboren, ein späterer Franziskaner, von dem drei Bände eines sechsbändig angelegtes Werkes über die irischen Heiligen (Acta Sanctorum Hiberniae) überliefert sind. Colgan starb wahrscheinlich im Jahr 1657 in Löwen.